# Leucania nabalua
Leucania nabalua är en fjärilsart som beskrevs av Holloway 1976. Leucania nabalua ingår i släktet Leucania och familjen nattflyn. Inga underarter finns listade i Catalogue of Life.